# Нойгаттерслебен
Нойгаттерслебен (нем. Neugattersleben) — община в Германии, в земле Саксония-Анхальт. 
Входит в состав района Зальцланд. Подчиняется управлению Нинбург (Зале).  Население составляет 909 человек (на 31 декабря 2006 года). Занимает площадь 13,57 км².
Здесь родился выдающийся марафонец Вальдемар Церпински.

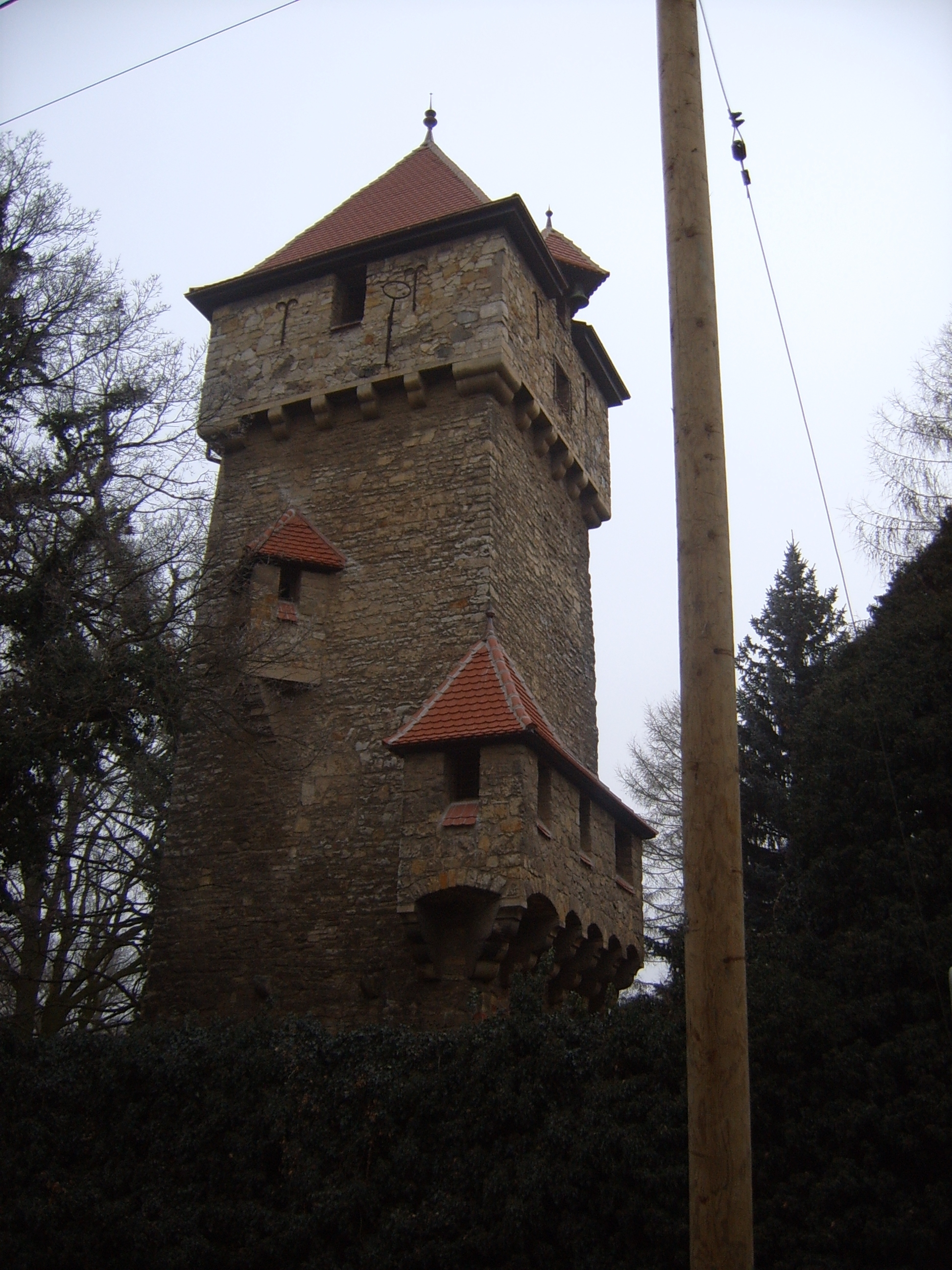
Замок

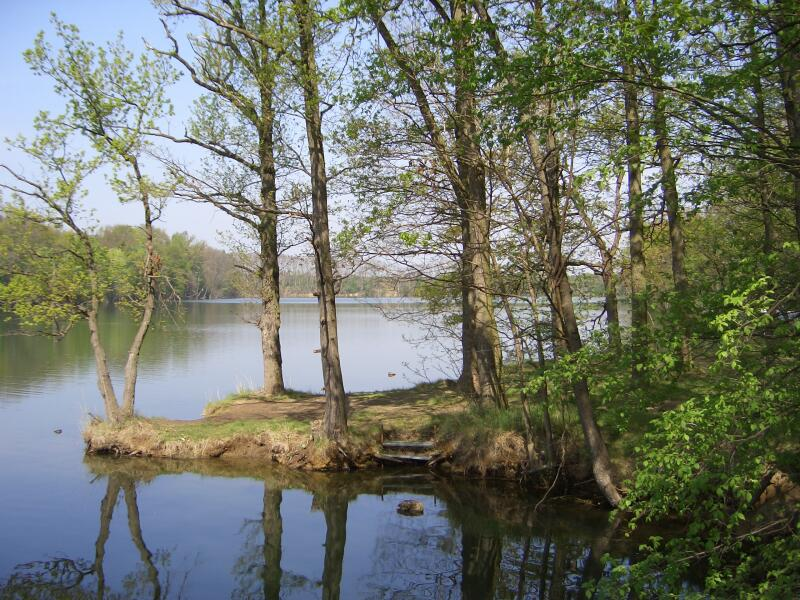
Нойгаттерслебен